# وربیتسا، استان خاسکوو
وربیتسا، استان خاسکوو (به لاتین: Varbitsa, Haskovo Province) روستایی در بلغارستان است که در دیمیتروفگراد، بلغارستان واقع شده‌است.